# John L. Bretz

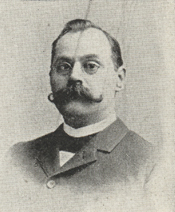
John L. Bretz

John Lewis Bretz (* 21. September 1852 bei Huntingburg, Dubois County, Indiana; † 25. Dezember 1920 in Jasper, Indiana) war ein US-amerikanischer Politiker. Zwischen 1891 und 1895 vertrat er den Bundesstaat Indiana im US-Repräsentantenhaus.

## Werdegang
John Bretz besuchte die öffentlichen Schulen seiner Heimat einschließlich der Huntingburg High School. Zwischen 1876 und 1880 arbeitete er als Lehrer. Nach einem Jurastudium an der Cincinnati Law School und seiner im Jahr 1880 erfolgten Zulassung als Rechtsanwalt begann er in Jasper in diesem Beruf zu arbeiten. Zwischen 1884 und 1890 war er Staatsanwalt im elften Gerichtsbezirk von Indiana.
Politisch war Bretz Mitglied der Demokratischen Partei. Bei den Kongresswahlen des Jahres 1890 wurde er im zweiten Wahlbezirk von Indiana in das US-Repräsentantenhaus in Washington, D.C. gewählt, wo er am 4. März 1891 die Nachfolge von John H. O’Neall antrat. Nach einer Wiederwahl konnte er bis zum 3. März 1895 zwei Legislaturperioden im Kongress absolvieren. Im Jahr 1894 wurde er nicht erneut bestätigt.
Nach seinem Ausscheiden aus dem US-Repräsentantenhaus arbeitete Bretz als Bezirksrichter im Pike County und im Dubois County. Dieses Amt bekleidete er zwischen 1895 und seinem Tod. Im Jahr 1900 war er Delegierter zur Democratic National Convention in Kansas City, auf der William Jennings Bryan zum zweiten Mal als Präsidentschaftskandidat nominiert wurde. John Bretz starb am 25. Dezember 1920 in Jasper und wurde in Huntingburg beigesetzt.